# Oktjabrski (Moskau)
Oktjabrski (russisch Октя́брьский) ist eine Siedlung städtischen Typs in der Oblast Moskau (Russland) mit 13.165 Einwohnern (Stand 14. Oktober 2010).

## Geographie
Die Siedlung liegt knapp 30 km Luftlinie südöstlich des Zentrums der russischen Hauptstadt – zugleich des Oblastverwaltungszentrums – Moskau und etwa 10 km vom Moskauer Autobahnring entfernt, unweit des rechten Ufers der Pechorka, eines linken Zuflusses der Moskwa.
Oktjabrski gehört zum Rajon Ljuberzy und ist von dessen Verwaltungszentrum Ljuberzy etwa 10 km in südöstlicher Richtung entfernt. Der Ort bildet eine gleichnamige Stadtgemeinde (Gorodskoje posselenije), zu der neben der Siedlung keine weitere Ortschaften gehören.

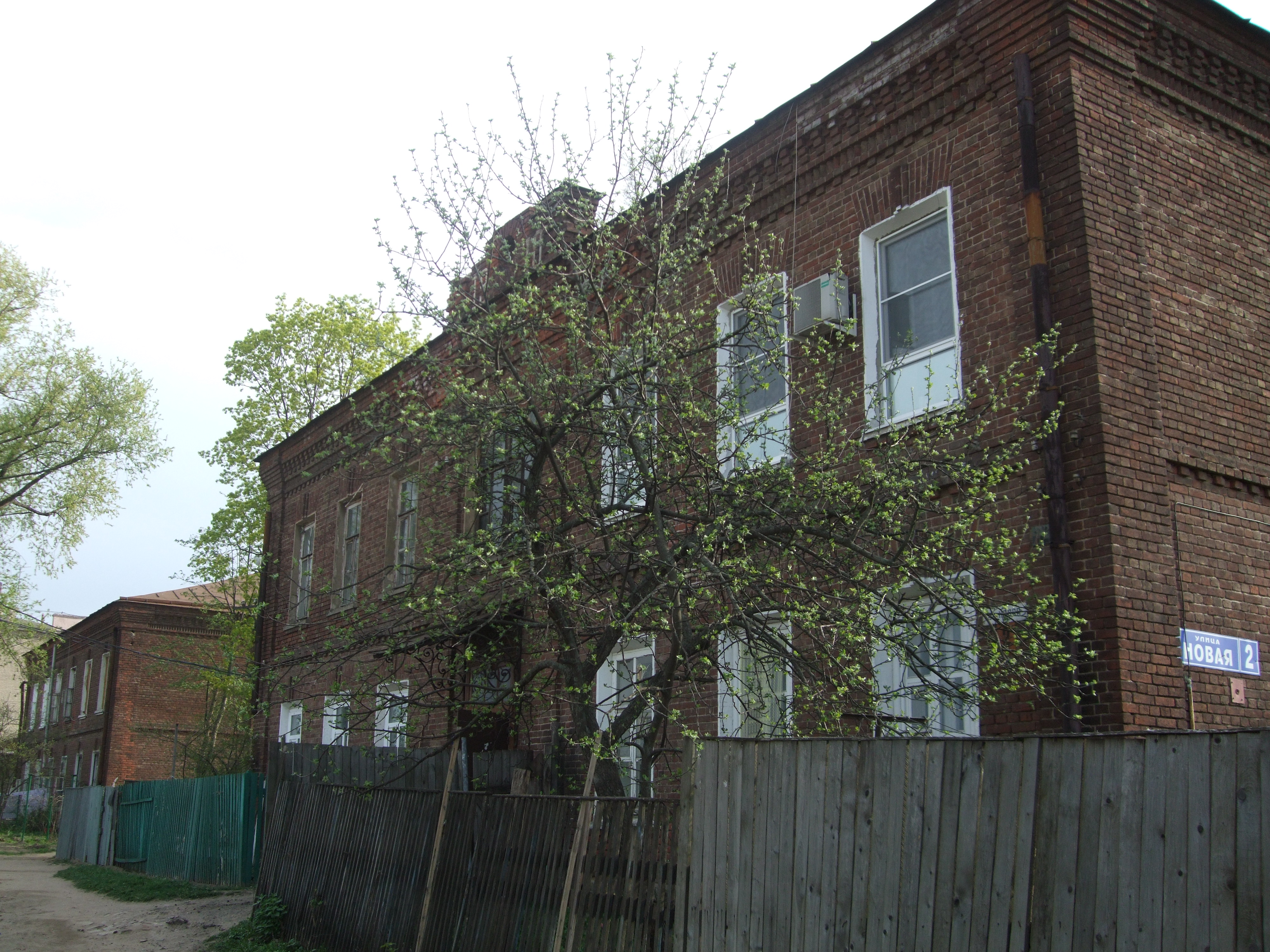
Gebäude vom Anfang des 20. Jahrhunderts
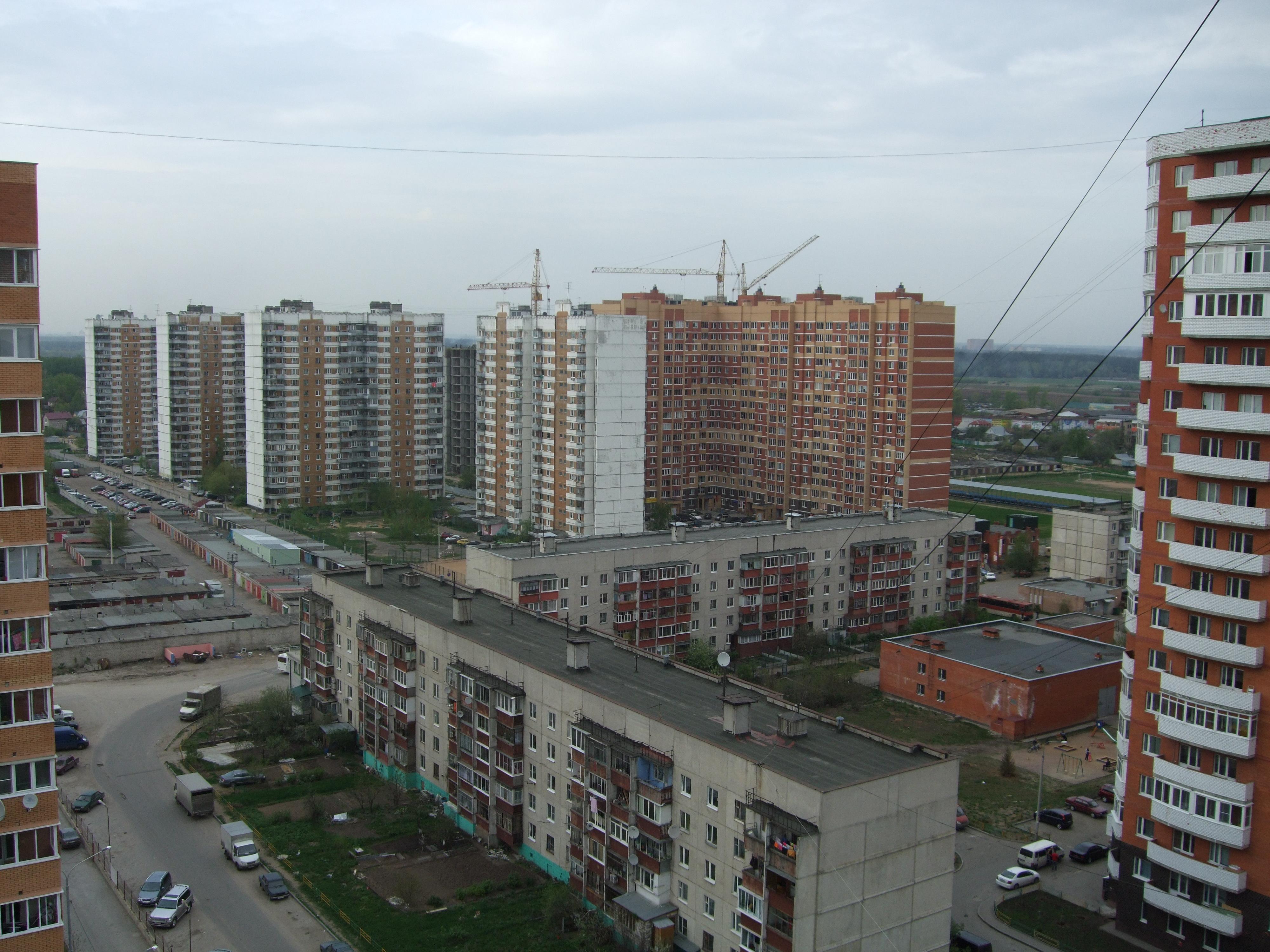
Plattenbauten aus den 1970er-Jahren bis heute
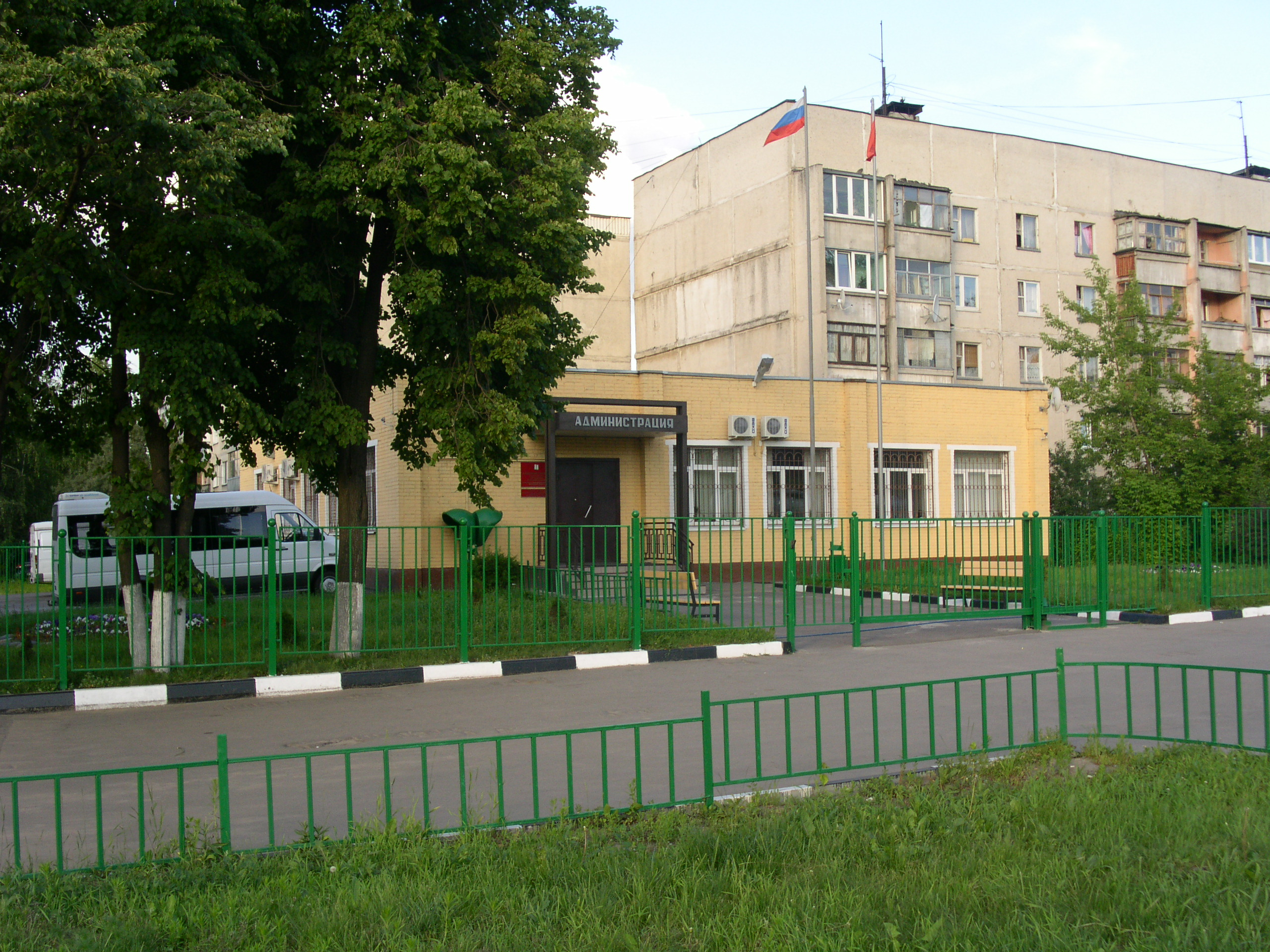
Gebäude der Siedlungsverwaltung
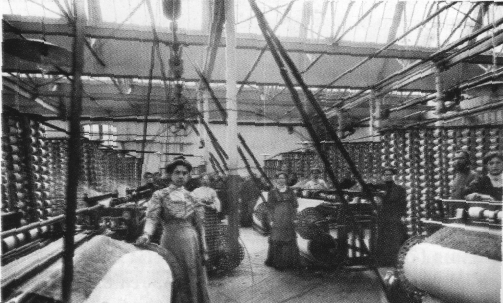
In der Schorygin-Textilfabrik vor dem Ersten Weltkrieg

## Geschichte
An Stelle der heutigen Siedlung wurde im 16. Jahrhundert erstmals ein Dorf mit dem Namen Baljatino erwähnt. In der Regierungszeit Peters I. zu Beginn des 18. Jahrhunderts entstand dort eine Fabrik für Hieb- und Stichwaffen (russisch Palaschny sawod). Gegen Ende des 19. Jahrhunderts wurde die nun als Starogorskaja oder auch Staro-Gorkinskaja manufaktura bezeichnete Fabrik auf Textilproduktion (Weberei) umgestellt und bis zum Anfang des Ersten Weltkriegs durch den Unternehmer Polijewkt Schorygin erheblich erweitert; in dieser Zeit zählte sie 2400 Beschäftigte. Auf das ortsbildende Unternehmen weist auch das moderne Stadtwappen hin, in dem Stoffbahnen mit Schützen dargestellt sind.
In der sowjetischen Periode wurde die Fabrik nach der Oktoberrevolution benannt (imeni Oktjabrskoi rewoljuzii). 1928 erhielt der Ort den Status einer Siedlung städtischen Typs, 1957 seinen heutigen Namen, wie die Textilfabrik nach der Oktoberrevolution.

### Bevölkerungsentwicklung
| Jahr | Einwohner |
| ---- | --------- |
| 1939 | 6.317     |
| 1959 | 7.766     |
| 1970 | 8.437     |
| 1979 | 8.687     |
| 1989 | 8.634     |
| 2002 | 10.135    |
| 2010 | 13.165    |

Anmerkung: Volkszählungsdaten

## Sehenswürdigkeiten
Unmittelbar westlich von Oktjabrski erstreckt sich der Baulinoer Wald (Baulinski les), eines der größeren Waldmassive in der unmittelbaren Umgebung der russischen Hauptstadt.

## Wirtschaft und Infrastruktur
Größtes Unternehmen des Ortes ist auch heute die Textilfabrik, jetzt unter dem Namen Tekstil-Profi, mit angeschlossenem Einkaufszentrum. Daneben gibt es eine Möbelfabrik, einen Brückenbaubetrieb und Einrichtungen der Telekommunikation. In den letzten Jahren entwickelt sich die Siedlung verstärkt zu einem Wohnvorort Moskaus.
Durch Oktjabrski verläuft die Fernstraße M5, die von Moskau zunächst nach Rjasan und weiter über Samara nach Tscheljabinsk führt. Auf dem Abschnitt bei Moskau wir sie auch als Noworjasanskoje schosse („Neue Rjasaner Chaussee“) bezeichnet. Ein Anschlussgleis (nur Güterverkehr) verbindet die Industriebetriebe des Ortes mit der sechs Kilometer entfernten Station Bykowo an der Eisenbahnstrecke Moskau – Rjasan.

## Persönlichkeiten
- Wjatscheslaw Wjatscheslawowitsch Danilin (* 1984), Fußballspieler